# Bank Gothic
Bank Gothic — прямолинейный геометрический шрифт без засечек, разработанный Моррисом Фуллером Бентоном для American Type Founders и выпущенный в 1930 году Этот дизайн стал популярен с конца двадцатого века, для воспроизведения эстетики научной фантастики, военной эстетики, корпоративного или спортивного стиля.
Bank Gothic представляет собой исследование геометрических форм и современен прямолинейному шрифту с засечками City от Георга Трампа (Gothic в этом контексте означает «без засечек», в то время обычное использование, а не готический шрифт). Этот шрифт также можно сравнить с гравюрами конца девятнадцатого века, такими как Copperplate Gothic, которые были популярны для печати визитных карточек и корпоративных канцелярских принадлежностей. Первоначально шрифт был выпущен мелким кеглем.

## Металлические литеры
Первоначальный металлические литеры были только заглавными в светлых, средних и жирных начертаниях обычной и сжатой ширины, а более крупные кегли были выпущены как Poster Gothic. По словам МакГрю, диапазон отлитых размеров позволял использовать меньшие литеры в качестве маленьких заглавных букв для больших размеров. Он стал стандартным дизайном с версиями Monotype, Linotype, Ludlow и Intertype. Когда Linotype выпустила оцифровку в 1980-х годах, в позиции нижнего регистра были добавлена капитель, и это стало обычным явлением в цифровых изданиях шрифтов.

## Оцифровка
Поскольку American Type Founders прекратили свою деятельность до выпуска цифровой версии, различные компании выпустили различные оцифровки, в том числе Bitstream, ParaType (оцифровка Bitstream, добавление кириллицы) и другие.
Кириллическая версия создана в фирме ПараТайп (ПараГраф) в 1997 году, дизайнер Тагир Сафаев.

### Bank Gothic Pro
В 2010 году FontHaus выпустил обновленную версию оригинальной Bank Gothic, дополненную строчными буквами и прописными буквами, а также новым набором знаков препинания. Семейство состоит из легких, средних и жирных начертаний как в обычном, так и в сжатом стиле. Новых строчных символов не было в оригинальном выпуске, и они были созданы по образцу многих аналогичных рисунков Морриса Фуллера Бентона, выпущенных American Type Founders в 1930-х годах.

### DeLuxe Gothic
В 2003 шрифтовой дизайнер Майкл Дорет начал работу над DeLuxe Gothic — производной версией Bank Gothic от American Type Founder. В отличие от оригинала 1930-х годов, шрифт Дорета содержит символы нижнего регистра. Семейство DeLuxe Gothic было выпущено в формате OpenType в 2010 году основателями Alphabet Soup Type Founders как в обычном, так и в сокращенном наборе, а также с традиционными короткими буквами. DeLuxe Gothic — это название, первоначально использовавшееся корпорацией Intertype для своей версии Bank Gothic Морриса Фуллера Бентона. До выпуска 8 сентября 2010 года он был известен как Bank Gothic AS.

### Morris Sans
Разработанный Дэном Рейнольдсом для Linotype, Morris Sans представляет собой расширенное семейство Bank Gothic, включающее как строчные, так и прописные буквы. Дизайн имеет три начертания: в обычной и сжатой ширине, а также современные функции OpenType.

### Squarish Sans CT
Squarish Sans — шрифт, разрабатываемый с сентября 2014 года. Он был разработан специально для удовлетворения потребности в программном обеспечении с открытым исходным кодом, имеющем доступ к этому популярному дизайну, и, таким образом, подпадает под действие лицензии Open Font License. Он следует за DeLuxe Gothic и Morris Sans в том, что содержит настоящие символы нижнего регистра, а также капитель. Squarish Sans также предлагает греческий, иврит и большое количество неалфавитных (например, математических) символов.

### Другие
Elsner+Flake разработали два шрифта, основанные на шрифте Bank Gothic: Bank Sans EF и Bank Sans Caps EF. Оба шрифта имели 64 веса (обычный, полусокращенный, сокращенный, сжатый, легкий, обычный, средний, жирный) с курсивом и поддержкой кириллицы.
Мэтт Десмонд разработал шрифт Aldrich под влиянием шрифта Bank Gothic.
Banque Gothique был разработан Стивом Джекаманом и опубликован Red Rooster Collection. Banque Gothique содержит 9 стилей и вариантов семейств и основан на самых ранних версиях ATF / MF Benton шрифтов Bank Gothic.
Алекс Качун разработал шрифт Axion RX-14, вдохновленный шрифтом Bank Gothic.